# Mönichkirchen
Mönichkirchen est une commune ainsi qu'une station de ski de taille petite à moyenne, situées dans le sud du Land de Basse Autriche en Autriche.
Le domaine skiable est depuis 2007 équipé de trois télésièges de conception moderne, qui fonctionnent également en été. Le domaine est accessible également depuis la commune voisine Mariensee, via le télésiège Panoramabahn. La piste de retour en station, située sous le télésiège Sonnenbahn, est quasiment plate, ce qui impose en de nombreux endroits de s'aider des bâtons pour avancer.
Mönichkirchen est membre du regroupement de stations de ski Skiregion Ostalpen, et coopère avec la station voisine Sankt Corona am Wechsel pour l'offre de forfaits Wechselland.